# Attentato del mercato di Hadera
L'attentato del mercato di Hadera fu un attentato suicida palestinese avvenuto il 26 ottobre 2005 all'ingresso del principale mercato all'aperto di frutta e verdura di Hadera, in Israele. 7 persone furono uccise nell'attentato, e 55 rimasero ferite, di cui 5 in gravi condizioni.
La Jihad islamica palestinese rivendicò l'attentato.

## L'attentato
Il 26 ottobre 2005, durante le ore pomeridiane, un attentatore suicida palestinese che indossava una cintura esplosiva nascosta sotto i vestiti si avvicinò al mercato all'aperto nella piccola città costiera israeliana di Hadera. Il mercato era pieno di acquirenti prima di una festa ebraica, con molti rifornimenti per il fine settimana. L'attentatore suicida vi fece esplodere l'ordigno. L'esplosione uccise 7 civili e ferì 55 persone, di cui 5 in modo grave.
2 gruppi militanti islamisti palestinesi della Jihad islamica rivendicarono la responsabilità dell'attentato e affermarono che l'attentato venne effettuato da un palestinese di 20 anni di nome Hassan Abu Zeid, originario della città palestinese di Qabatiya in Cisgiordania.

### Vittime
- Michael Koifman, 68 anni, di Hadera;[6]
- Perahiya Makhlouf, 53 anni, di Hadera;[6]
- Sabiha Nissim, 66 anni, del moshav Ahituv;[6]
- Jamil Mohammed Ka'adan, 48 anni, di Baqa al-Gharbiyye;[6]
- Ya'akov Rahmani, 68 anni, di Hadera;[6]
- Genia Poleis, 66 anni, di Hadera;[6]
- Larissa Grishchenko, 39 anni, di Hadera –morì 4 anni dopo per le ferite riportate.[7]

## Conseguenze
L'organizzazione militante islamista Jihad islamica palestinese rivendicò la responsabilità e affermò che l'attentato era stato effettuato per vendicare l'uccisione mirata israeliana del comandante della Jihad islamica Luay Saadi. Abu al-Muaman, uno dei leader dell'organizzazione, dichiarò alla stampa che "Questo attacco è solo una risposta preliminare dei gruppi ribelli palestinesi, e una rappresaglia più dura è in arrivo". Israele rispose uccidendo il comandante della Jihad islamica nel nord di Gaza e un altro militante in un attacco aereo.

## Reazioni internazionali
- Israele: Un portavoce del governo israeliano invitò l'Autorità Nazionale Palestinese ad aumentare i suoi sforzi per "disarmare e smantellare l'organizzazione terroristica";[10]
- Palestina: Autorità Nazionale Palestinese - Il presidente dell'Autorità Palestinese Mahmoud Abbas condannò l'attacco, affermando: "Danneggia gli interessi palestinesi e potrebbe ampliare il ciclo di violenza, caos, estremismo e spargimento di sangue";[11]
- Stati Uniti: il portavoce della Casa Bianca Scott McClellan condannò l'attentato e invitò la leadership palestinese a reprimere i militanti palestinesi.[11]